# Aksinja
Aksinja är en litterär figur. Hon är kvinnan som Grigorij Melechov älskar i Michail Sjolochovs roman Stilla flyter Don från 1930-1942. 